# Edmond De Weck
Edmond De Weck (ur. 28 kwietnia 1901 we Fryburgu, zm. 1 marca 1977 tamże) – szwajcarski piłkarz występujący na pozycji obrońcy.

## Kariera klubowa
W trakcie kariery De Weck reprezentował barwy pierwszoligowych zespołów FC Fribourg oraz Grasshopper Club Zürich. Wraz z Grasshopper zdobył dwa mistrzostwa Szwajcarii (1927, 1928) oraz dwa Puchary Szwajcarii (1926, 1927).

## Kariera reprezentacyjna
W reprezentacji Szwajcarii zadebiutował 22 kwietnia 1923 w zremisowanym 2:2 towarzyskim meczu z Francją. W latach 1923–1927 w drużynie narodowej rozegrał 8 spotkań.
W 1928 roku został powołany do kadry na letnie igrzyska olimpijskie, jednak nie zagrał na nich w żadnym meczu.